# میرزا قربان‌لی
میرزا قربان‌لی (به لاتین: Mirzəqurbanlı) یک منطقه مسکونی در جمهوری آذربایجان است که در شهرستان نفت‌چاله واقع شده‌است. میرزا قربان‌لی ۵۳۵ نفر جمعیت دارد.